# Корзити (Палермо)
Корзити је насеље у Италији у округу Палермо, региону Сицилија.
Према процени из 2011. у насељу је живело 350 становника. Насеље се налази на надморској висини од 187 м.